# Ararà
L'ararà è una danza rituale che appartiene alla cultura del popolo yoruba dell'Africa occidentale. Come altri elementi della religiosità yoruba, l'ararà è diffuso e praticato anche in America Centrale, e in particolare a Cuba. 

## Caratteristiche
L'ararà è tradizionalmente praticata dai santeros yoruba. Svolge la funzione di rito propiziatorio per il raccolto ed è associato a due orisha (divinità) principali, Oko e Osain, entrambe appartenenti all'achè cubano. La danza comprende una vasta mimica che simboleggia la semina dei campi e l'assestamento del terreno. La musica che accompagna la danza è principalmente ritmica (basata sui tamburi batá), ed è associata a una forma di canto non melodico chiamato oro seco.

## Influenza
L'ararà è una delle danze da cui derivano gli stili di ballo moderni della salsa e della timba.